# (7997) 1985 CN1
A (7997) 1985 CN1 a Naprendszer kisbolygóövében található aszteroida. Henri Debehogne fedezte fel 1985. február 13-án.